# Vladimir Men'šov
Vladimir Valentinovič Men'šov (in russo Владимир Валентинович Меньшов; Baku, 17 settembre 1939 – Mosca, 5 luglio 2021) è stato un attore e regista cinematografico russo, in precedenza sovietico.

## Biografia
Nato a Baku, capitale dell'allora repubblica sovietica dell'Azerbaigian, è noto per il film Mosca non crede alle lacrime, vincitore di un Premio Oscar nel 1981 per la categoria miglior film straniero.
È morto nel 2021, vittima di complicazioni da COVID-19.

## Filmografia parziale

### Attore
- Čelovek na svoëm meste (1973)
- Poslednjaja vstreča (1974)
- Salty il cucciolo del mare (1975)
- Ar-chi-me-dy! (1975)
- Rozygryš (1977)
- Skaz pro to, kak Car Pëtr arapa ženil (1978)
- Sobstvennoe mnenie (1978)
- Mosca non crede alle lacrime (Moskva slezam ne verit), regia di Vladimir Men'šov (1979)
- Pod odnim nebom (1982)
- Esli vrag ne sdaëtsja... (1982)
- Magistral (film) (1983)
- Prosti (1986)
- Kurer (1986)
- God telënk (1986)
- Gde nachoditsja Nofelet? (1987)
- Kukolka (1988)
- Perechvat (1988)
- Città Zero (Город Зеро), regia di Karen Šachnazarov (1989)
- Otče naš (1989)
- Samoubijca (1990)
- Ivin A. (1990)
- Otdušina (1991)
- Abdulladžan, ili posvjaščaetsja Stivenu Spilbergu (1991)
- V toj oblasti nebes (1992)
- Novyj Odeon (1992)
- General (1992)
- Trockij (1993)
- Russkij regtajm (1993)
- Čtoby vyžit (1993)
- Širli-Myrli (1995)
- Carevič Aleksej (1996)
- Variazioni sull'anniversario della vittoria (1998)
- Spartak i Kalašnikov (2002)
- Kitajskij serviz (2002)
- Sosed (2004)
- I guardiani della notte (Nochnoy dozor), regia di Timur Bekmambetov (2004)
- Vremja sobirat kamni (2005)
- Nočnoj bazar (2005)
- I guardiani del giorno (Dnevnoy dozor), regia di Timur Bekmambetov (2006)
- 07-y menjaet kurs (2007)
- Kod apokalipsisa (2007)
- Kanikuly strogogo režima (2009)
- O, sčastlivčik! (2009)
- Vykrutasy (2011)
- Ljubov'-Morkov 3 (2011)
- Generation P (2011)
- Vysotskij. Spasibo, čto živoj (2011)
- O čëm eščë govorjat muščiny (2011)
- Möbius, regia di Éric Rochant (2013)
- Legenda №17 (2013)

### Regista
- Rozygryš (1977)
- Mosca non crede alle lacrime (1979)
- Ljubov' i golubi (1984)
- Das Duell des Alexander Puschkin (1988)
- Schatten über Moskau (1990)
- Širli-myrli (1995)
- Zavist' bogov (2000)

## Doppiatori italiani
- Oreste Rizzini in I guardiani della notte, I guardiani del giorno